# Swine Hill
Swine Hill är en kulle i Antarktis. Den ligger i Västantarktis. Argentina, Chile och Storbritannien gör anspråk på området. Toppen på Swine Hill är 392 meter över havet, eller 385 meter över den omgivande terrängen. Bredden vid basen är 7,4 km.
Terrängen runt Swine Hill är kuperad åt sydost, men åt nordväst är den platt. Trakten är obefolkad. Det finns inga samhällen i närheten.